# A.R. Ammons
A.R. Ammons, właśc. Archie Randolph Ammons (ur. 18 lutego 1926, zm. 25 lutego 2001) – amerykański poeta.

## Życiorys
Urodził się na rodzinnej farmie tytoniowej w pobliżu Whiteville (Karolina Północna), jako syn Willie M. i Lucy Delia McKee Ammons. Główną księgą rodzinną była Biblia. Archie Randolph Ammons spędził swoje młode lata pracując na farmie, dzięki czemu zawsze czuł się blisko natury i zmiennych warunków pogodowych. Po ukończeniu Whiteville High School w 1943 r. pracował w stoczni w Wilmington (Karolina Północna), a niecały rok później (1944) wstąpił do marynarki wojennej USA. W 1946 r. Ammons zapisał się do Wake Forest College w Wake Forest (Karolina Północna), gdzie w 1949 r. uzyskał tytuł Bachelor of Science. Jego wieloletnie zainteresowanie biologią, chemią i fizyką wpłynęło pośrednio na jego poezję. W Wake Forest, Ammons poznał i zakochał się w Phyllis Plumbo, odwiedzającej go studentki tego samego wydziału. Pobrali się w 1949 r. i w tym samym roku Ammons podjął pracę jako nauczyciel w szkole podstawowej na Cape Hatteras. Para miała jednego (adoptowanego) syna, Johna Randolpha Ammonsa. W latach 1951–1952 Ammons uczęszczał na podyplomowy program angielskiego na Uniwersytecie Kalifornijskim w Berkeley, gdzie studiował z poetką Josephine Miles. Nie ukończył studiów, ponieważ jego ojciec zachorował, ale przypisywał Miles zachęcanie do pisania.

## Twórczość
W swojej twórczości nawiązywał do tradycji transcedentalistów i poezji Walta Whitmana. Łączył w niej wnikliwą obserwację i precyzję opisu z abstrakcyjnością medytacji filozoficznej. Był autorem długich monologów poetyckich i zwięzłych powiastek metafizycznych.

## Dzieła
- Ommateum with Doxology, 1955
- Expressions of Sea Level, 1964
- Corsons Inlet, 1965
- Tape for the Turn of the Year, 1965
- Northfield Poems, 1966
- Uplands, 1970
- Briefings, 1971
- Collected Poems. 1951–1971, 1972
- Sphere. The Form of a Motion, 1974
- Diversifications, 1975
- Highgate Road, 1977
- The Snow Poems, 1977
- Selected Longer Poems, 1980
- A Coast of Trees, 1981
- Worldly Hopes, 1982
- Lake Effect Country, 1983
- Sumerian Vistas, 1987
- The Really Short Poems, 1991
- Garbage, 1993
- The North Carolina Poems, 1994
- Brink Road, 1996
- Set in Motion. Essays, Interviews, and Dialogues, 1996
- Glare, 1997
- Bosh and Flapdoodle, 2005 (pośmiertnie)
- A.R. Ammons. Selected Poems, 2006 (pośmiertnie)